# فرودگاه نیروی هوایی سلطنتی استرالیا در پایگاه گلنبروک
فرودگاه نیروی هوایی سلطنتی استرالیا در پایگاه گلنبروک (به انگلیسی: RAAF Base Glenbrook) یک فرودگاه نظامی است . این فرودگاه در کشور استرالیا قرار دارد و در ارتفاع ۲۱۰ متری از سطح دریا واقع شده است.